# Lars Lindberg
Lars Lindberg (ur. 6 grudnia 1943) – szwedzki kierowca wyścigowy.

## Biografia
W 1965 roku zadebiutował Brabhamem BT6 w Szwedzkiej Formule 3. W swoim pierwszym wyścigu na torze Knutstorp zajął drugie miejsce. Na koniec sezonu zajął w klasyfikacji ogólnej trzecie miejsce. W 1966 roku nastąpiła zmiana samochodu na Brabhama BT16, natomiast Lindberg był sklasyfikowany na koniec sezonu na piątej pozycji. W sezonie 1967 Lindberg ścigał się Brabhamem BT21. Szwed wygrał wówczas dwa wyścigi i zdobył trzecie miejsce w klasyfikacji kierowców. W latach 1968–1969 również zajął trzecie miejsce, przy czym w 1969 roku korzystał z samochodu Tecno. Po 1969 roku nie ścigał się.

## Wyniki
| Legenda oznaczeń w tabelach wyników Wyświetl szablon na nowej stronie | Legenda oznaczeń w tabelach wyników Wyświetl szablon na nowej stronie                                                                     |
| Oznaczenie                                                            | Wyjaśnienie |
| --------------------------------------------------------------------- | --- |
| Złoty                                                                 | Zwycięzca lub mistrzostwo |
| Srebrny                                                               | 2. miejsce lub wicemistrzostwo |
| Brązowy                                                               | 3. miejsce lub II wicemistrzostwo |
| Zielony                                                               | Ukończył, punktował (w klasyfikacji generalnej, gdy zdobył co najmniej jeden punkt na przestrzeni sezonu, poza trzema powyższymi opcjami) |
| Niebieski                                                             | Ukończył, nie punktował (w klasyfikacji generalnej, gdy nie zdobył co najmniej jednego punktu na przestrzeni sezonu)                      |
| Czerwony                                                              | Nie zakwalifikował się (NZ) |
| Czerwony                                                              | Nie prekwalifikował się (NPK) |
| Różowy                                                                | Nie ukończył (NU) |
| Różowy                                                                | Niesklasyfikowany (NS) (w klasyfikacji generalnej, gdy nie został sklasyfikowany w żadnym wyścigu sezonu)                                 |
| Czarny                                                                | Zdyskwalifikowany (DK) |
| Czarny                                                                | Wykluczony (WYK/EX) |
| Biały                                                                 | Nie wystartował (NW) |
| Biały                                                                 | Kontuzjowany (K/INJ) |
| Biały                                                                 | Wyścig odwołany (OD/C) |
| Bez koloru                                                            | Został wycofany (WYC/WD) |
| Bez koloru                                                            | Nie przybył (NP/DNA) |
| Bez koloru                                                            | Nie brał udziału w treningach (NT/DNP) |
| Bez koloru                                                            | Nie został zgłoszony (–) |
| Pogrubienie                                                           | Start z pole position |
| Kursywa                                                               | Najszybsze okrążenie wyścigu |
| †                                                                     | Nie ukończył, ale jego rezultat został zaliczony ze względu na przejechanie więcej niż 90% dystansu wyścigu.                              |
| *                                                                     | Sezon w trakcie |
| 1/2/3                                                                 | Punktowana pozycja w sprincie kwalifikacyjnym                                                                                             |
| Lista systemów punktacji Formuły 1                                    | |

### Szwedzka Formuła 3
| Rok  | Zespół               | Samochód     | Silnik | Wyniki w poszczególnych eliminacjach | Wyniki w poszczególnych eliminacjach | Wyniki w poszczególnych eliminacjach | Wyniki w poszczególnych eliminacjach | Wyniki w poszczególnych eliminacjach | Wyniki w poszczególnych eliminacjach | Wyniki w poszczególnych eliminacjach | Pkt. | Msc. |
| ---- | -------------------- | ------------ | ------ | ------------------------------------ | ------------------------------------ | ------------------------------------ | ------------------------------------ | ------------------------------------ | ------------------------------------ | ------------------------------------ | ---- | ---- |
| 1965 |                      |              |        | Szwecja                              | Szwecja                              | Szwecja                              | Szwecja                              | Szwecja                              |                                      |                                      | 10   | 3    |
| 1965 | Team Vagabond        | Brabham BT6  | Ford   | 2                                    | 4                                    | 7                                    | 9                                    | NU                                   |                                      |                                      | 10   | 3    |
| 1966 |                      |              |        | Szwecja                              | Szwecja                              | Szwecja                              | Szwecja                              | Szwecja                              | Szwecja                              | Szwecja                              | 12   | 5    |
| 1966 | Valvoline Team       | Brabham BT16 | Ford   | NU                                   | 3                                    | 3                                    | DK                                   | 6                                    | NU                                   | NP                                   | 12   | 5    |
| 1967 |                      |              |        | Szwecja                              | Szwecja                              | Szwecja                              | Szwecja                              | Szwecja                              | Szwecja                              | Szwecja                              | 24   | 3    |
| 1967 | Lars Lindberg Racing | Brabham BT21 | Ford   | NU                                   | NU                                   | 2                                    | 1                                    | 1                                    | 4                                    | 3                                    | 24   | 3    |
| 1968 |                      |              |        | Szwecja                              | Szwecja                              | Szwecja                              | Szwecja                              |                                      |                                      |                                      | 13   | 3    |
| 1968 | Stockholms BK        | Brabham BT21 | Ford   | 3                                    | 2                                    | 3                                    | 4                                    |                                      |                                      |                                      | 13   | 3    |
| 1969 |                      |              |        | Szwecja                              | Szwecja                              | Szwecja                              | Szwecja                              |                                      |                                      |                                      | 7    | 3    |
| 1969 | Cabea Racing Team    | Tecno 69     | Ford   | NP                                   | 3                                    | 5                                    | NW                                   |                                      |                                      |                                      | 7    | 3    |

### Wschodnioniemiecka Formuła 3
| Rok  | Zespół               | Samochód     | Silnik | Wyniki w poszczególnych eliminacjach | Wyniki w poszczególnych eliminacjach | Wyniki w poszczególnych eliminacjach | Wyniki w poszczególnych eliminacjach | Wyniki w poszczególnych eliminacjach | Wyniki w poszczególnych eliminacjach | Pkt. | Msc. |
| ---- | -------------------- | ------------ | ------ | ------------------------------------ | ------------------------------------ | ------------------------------------ | ------------------------------------ | ------------------------------------ | ------------------------------------ | ---- | ---- |
| 1967 |                      |              |        |                                      |                                      |                                      |                                      |                                      |                                      | 0    | NS   |
| 1967 | Lars Lindberg Racing | Brabham BT21 | Ford   | -                                    | -                                    | -                                    | -                                    | NU                                   | -                                    | 0    | NS   |